# Harmon, Illinois
Harmon là một làng thuộc quận Lee, tiểu bang Illinois, Hoa Kỳ. Năm 2010, dân số của làng này là 120 người.

## Dân số
Dân số qua các năm:
- Năm 2000: 149 người.
- Năm 2010: 120 người.